# Samyaksambuddha

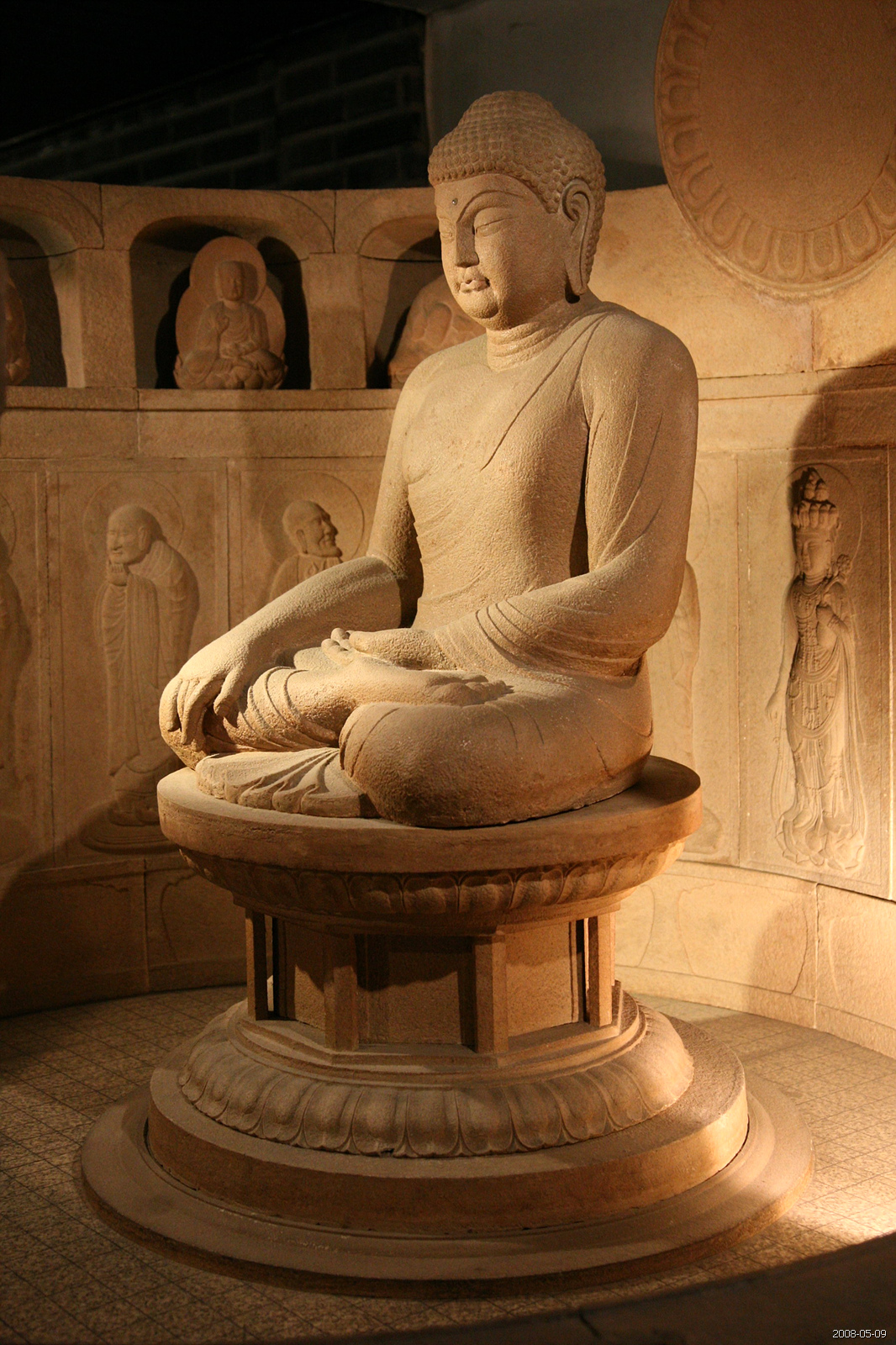
Sittande Buddha, från Seokguram, Silla.

Samyaksambuddha är sanskrit för "fullständig och perfekt Buddha".
Inom mahayana är målet med det religiösa utövandet att bli en samyaksambuddha, genom att följa bodhisattvans väg. En samyaksambuddha lär ut sin lära efter denne nått buddhaskap, till skillnad från pratyekabuddhor som själva når buddhaskap och sedan inte lär ut. Shakyamuni, Amitabha, Bhaisajyaguru och alla andra buddhor som vördas/följs är samyaksambuddhor.